# Brigade anonyme
Production
Diffusion
Brigade anonyme est une mini-série télévisée française réalisée par Julien Seri d'après un scénario de Déborah Hadjedj-Jarmon, Bruno Lecigne, Blanche Bigot, Cécile Berger et Florian Spitzer, et diffusée en France à partir du 26 mars 2024 sur M6 et en Belgique à partir du 6 juin 2024 sur La Une.
Ce drame, qui est tiré de l’histoire réelle de Béor qui a retrouvé sa fille en 2019, est une production de Victoire d'Aboville chez Bonne Pioche Story (Federation Studios) pour M6, réalisée avec le soutien de la région Nouvelle-Aquitaine, du département de la Charente et du conseil départemental de la Dordogne, en partenariat avec le CNC,,,.

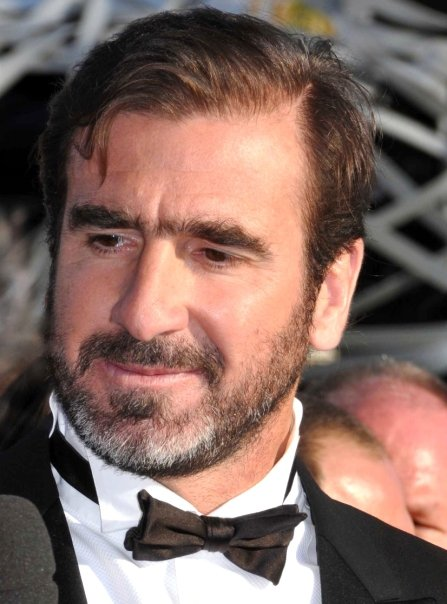
Éric Cantona.

## Synopsis
À Angoulême, Julien Castaneda, dit « Casta », est un chauffeur de taxi qui a fait de la prison, et qui élève seul sa fille de dix-sept ans, Alia. Une nuit, elle ne rentre pas du concert où il l'a autorisée à aller. Rendu inquiet quand il n'arrive plus à l'avoir au téléphone après avoir entendu une voix d'homme, il  signale la disparition à la police. Devant le peu de réaction des policiers, il se met lui-même à enquêter. Avec l'aide de son ami Nass et d'une surveillante du lycée d'Alia, Charlie, Castaneda va lancer les appels à témoins et tenter de retrouver sa fille.
De son côté, une capitaine de gendarmerie, Malherbe, cherche à coincer Castaneda car elle est persuadée qu'il a quelque chose à voir avec la mort d'un policier, il y a des années.

## Distribution
- Éric Cantona : Julien Castaneda, surnommé Casta
- Arié Elmaleh : Nass
- Marilyn Lima : Charlie
- Célia Lebrument : Alia Castaneda
- Myriam Boyer : Maddy Castaneda, la mère de Casta
- Helena Noguerra : capitaine Florence Malherbe
- Franck Beckmann : commissaire Mounier

## Production

### Genèse et développement
La série est basée sur l'histoire réelle de Béor, un habitant de Seine-Saint-Denis qui a remué ciel et terre en 2019 pour retrouver sa fille de 14 ans qui venait de disparaître : avec l'aide de ses amis, il scrute les réseaux sociaux et retrouve en quatre jours la trace de sa fille, indemne, à 400 km de chez lui, à Épinal dans les Vosges. Béor crée ensuite le collectif  Les disparus anonymes et publie le livre Alerte disparition aux éditions Michel Lafon.
Béor raconte ensuite son histoire à l'équipe de la série, composée des scénaristes Déborah Hadjedj-Jarmon, Bruno Lecigne, Blanche Bigot, Cécile Berger et Florian Spitzer, et du réalisateur Julien Seri,,,.
Une deuxième saison est en préparation.

### Attribution des rôles
Les rôles principaux sont confiés à Éric Cantona et Arié Elmaleh.
Parlant de la Brigade anonyme (fictive) qui, à l'instar du collectif  Les disparus anonymes (LDA), aide les familles à retrouver leurs enfants, Arié Elmaleh déclare « C'est ça qui est touchant dans cette série. Certes, on est à la recherche d'enfants, mais c'est aussi une histoire de solidarité entre bénévoles, qui ne sont pas des flics et qui ont leur propre vie à côté. Le moteur, c'est l'entraide ».
Éric Cantona ajoute « Quel père de famille n'essayerait pas de retrouver sa fille, en complément de la justice ? ».

### Tournage
Le tournage de la série a lieu à partir du 16 janvier 2023 du côté d'Angoulême mais également à Boulazac Isle Manoire près de Périgueux où les équipes de production sont venues en janvier et septembre 2023 pour retrouver le décor servant de maison au personnage de « Casta » incarné par Éric Cantona.
« Je voulais tourner dans une région anti-Côte d'Azur », confie Victoire d’Aboville, la productrice de la filiale fiction de Bonne Pioche Story, dans une maison du quartier Barnabé, rue Jean-Dupuis, entre Boulazac et Périgueux.
Le tournage a eu lieu entièrement en Nouvelle-Aquitaine, à Angoulême, Boulazac, Meschers-sur-Gironde, Royan, Saint-Palais-sur-Mer et Vouzan.

### Fiche technique
Sauf indication contraire, les informations mentionnées dans cette section peuvent être confirmées par la base de données cinématographiques Allociné,  présente dans la section « Liens externes ».
- Titre français : Brigade anonyme
- Genre : Drame[3]
- Production : Victoire d'Aboville[2]
- Sociétés de production : Bonne Pioche Story (Federation Studios)[1],[2],[5]
- Réalisation : Julien Seri[1],[2],[5]
- Scénario : Déborah Hadjedj-Jarmon, Bruno Lecigne, Blanche Bigot, Cécile Berger et Florian Spitzer[1],[2],[5]
- Musique : Thomas Dappelo[2]
- Décors : Laurent Weber[2]
- Costumes : Tamara Faniot
- Photographie : Michel Taburiaux[2]
- Montage : Nathalie Safir[2]
- Son : Rodolphe Beauchamp[2]
- Pays de production :  France
- Langue originale : français
- Format : couleur
- Nombre de saisons : 1
- Nombre d'épisodes[1],[2] : 4
- Durée : 52 minutes[1],[2]
- Dates de première diffusion :
  - France : 26 mars 2024 sur M6[1],[3],[9]
  - Belgique : 6 juin 2024 sur La Une

## Accueil

### Audiences et diffusion

#### En France
En France, la série est diffusée le mardi à 21 h 10 sur M6 par salve de deux épisodes les 26 mars et 2 avril 2024.
| Épisode              | Diffusion            | Diffusion            | Audience moyenne          | Audience moyenne                       | Audience moyenne         | Audience moyenne | Réf.   |
| Épisode              | Jour                 | Horaire              | Nombre de téléspectateurs | Part de marché (sur les 4 ans et plus) | Part de marché (FRDA-50) | Classement       | Réf.   |
| -------------------- | -------------------- | -------------------- | ------------------------- | -------------------------------------- | ------------------------ | ---------------- | ------ |
| 1                    | Mardi 26 mars 2024   | 21 h 10 - 22 h 05    | 3 020 000                 | 14,4 %                                 | 14,4 %                   | 3e               | [ 10 ] |
| 2                    | Mardi 26 mars 2024   | 22 h 05 - 23 h 05    | 2 550 000                 | 15 %                                   | 14,4 %                   | 3e               | [ 10 ] |
| 3                    | Mardi 2 avril 2024   | 21 h 10 - 22 h 15    | 2 310 000                 | 11,3 %                                 | 9,4 %                    | 3e               | [ 11 ] |
| 4                    | Mardi 2 avril 2024   | 22 h 15 - 23 h 20    | 1 900 000                 | 11,9 %                                 | 9,4 %                    | 4e               | [ 11 ] |
|                      |                      |                      |                           |                                        |                          |                  |        |
| Moyenne de la saison | Moyenne de la saison | Moyenne de la saison | 2 450 000                 | 13,2 %                                 | 11,9 %                   |                  |        |

- Les plus hauts chiffres d'audience
- Les plus bas chiffres d'audience

#### En Belgique
En Belgique, la série est diffusée le jeudi à 20 h 45 sur La Une par salve de deux épisodes les 6 et 13 juin 2024.
| Épisode              | Diffusion            | Diffusion            | Audience moyenne          | Audience moyenne | Réf.   |
| Épisode              | Jour                 | Horaire              | Nombre de téléspectateurs | Classement       | Réf.   |
| -------------------- | -------------------- | -------------------- | ------------------------- | ---------------- | ------ |
| 1                    | Jeudi 6 juin 2024    | 20 h 45 - 21 h 40    | 267 423                   | 1er              | [ 12 ] |
| 2                    | Jeudi 6 juin 2024    | 21 h 40 - 22 h 35    | 267 423                   | 1er              | [ 12 ] |
| 3                    | Jeudi 13 juin 2024   | 20 h 45 - 21 h 40    | 291 406                   | 1er              | [ 13 ] |
| 4                    | Jeudi 13 juin 2024   | 21 h 40 - 22 h 35    | 291 406                   | 1er              | [ 13 ] |
| Moyenne de la saison | Moyenne de la saison | Moyenne de la saison | 279 415                   |                  |        |

- Les plus hauts chiffres d'audience
- Les plus bas chiffres d'audience

### Accueil critique
Pour Alexandre Letren du site VL-Média « Une fois de plus, Cantona nous décoche une droite en incarnant pleinement chacun de ses rôles. Même si une certaine couleur se dessine et qui les relie entre eux, il n'en demeure pas moins comme un acteur capable d'imposer son charisme et de porter un projet seul. Mais son talent est aussi porté par une véritable intelligence du jeu pour qu’il n’efface jamais ses partenaires. Mieux il les met en avant et en valeur. Et d'une série sur un héros solitaire potentiellement parfaitement crédible (à la Taken), on hérite d'une série collégiale qui fonctionne autant et « allège » l'ambiance qui pourrait être lourde et glauque ».
Le magazine Télé-Loisirs estime que « L'angoisse de la disparition d'un être cher est parfaitement retranscrite dans ce premier épisode, captivant d'un bout à l'autre. Éric Cantona incarne avec tact ce père de famille prêt à tout pour retrouver sa fille dans cette série inspirée d'un fait réel ».